# Louis Decazes

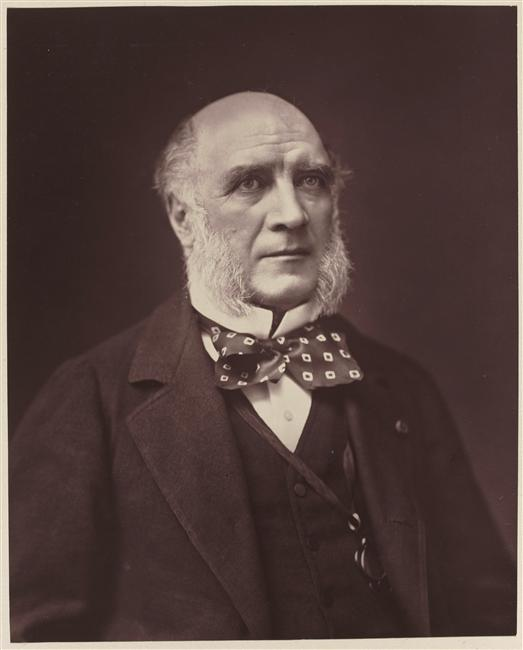
Louis Decazes, um 1877, von Gaspard-Félix Tournachon, gen. Nadar, Musée d’Orsay, Paris

Louis Charles Élie Amanieu Decazes, 2. Herzog Decazes und 2. Herzog von Glücksberg (* 29. Mai 1819 in Paris; † 16. September 1886 im Château de La Grave (Bonzac), Département Gironde) war ein französischer Diplomat und Politiker. Von November 1873 bis November 1877 war er Außenminister.

## Leben
Louis Charles Élie Amanieu Decazes war der älteste Sohn des Herzogs Élie Decazes und dessen zweiter Gattin Wilhelmine de Beaupoil de Saint-Aulaire. Er ergriff die diplomatische Laufbahn und wurde 1841 französischer Geschäftsträger in London sowie 1843 in Madrid, dann 1846 dort und 1847 in Lissabon Gesandter. Er zog sich nach der Februarrevolution 1848 wie sein Vater ins Privatleben zurück. Unter Napoleon III. beschäftigte er sich mit gewerblichen und landwirtschaftlichen Unternehmungen. Im August 1863 heiratete er die österreichische Gräfin Séverine Rosalie von Löwenthal (1845–1911), mit der er den Sohn Jean (1864–1912) und die Tochter Wilhelmine Egédie Octavie (1865–1917) hatte.
Im Februar 1871 kam Decazes ins Parlament. Damals nahm er im Département Gironde ein Mandat für die Nationalversammlung an, in der er sich dem rechten Zentrum anschloss und einer der Führer der Monarchisten war. Im September 1873 ging er als Botschafter nach London und wurde am 26. November 1873 bei der Neubildung des Ministeriums Broglie Außenminister. Diese Stellung bekleidete er auch in den folgenden Kabinetten unter der Präsidentschaft Mac-Mahons, weil Letzterer aus politischen Rücksichten keinen oftmaligen Wechsel im Auswärtigen Amt wünschte. Äußerlich wahrte Decazes gute Beziehungen zu den anderen europäischen Mächten, auch zu Deutschland. Insgeheim betrieb er aber eine Annäherung an Russland, um mit diesem eine Koalition gegen das Deutsche Reich zustande zu bringen. Bei den Stichwahlen vom 5. März 1876 wurde Decazes im 8. Pariser Arrondissement in die Deputiertenkammer gewählt. Dass er auch nach dem reaktionären Staatsstreich vom 16. Mai 1877 Außenminister blieb, wurde ihm von den Liberalen sehr verübelt. Er gehörte dem reaktionären Ministerium Broglie-Fourtou bis zu dessen Sturz im November 1877 an.
Bei den  Wahlen des 14. Oktober 1877 war Decazes im Arrondissement Puget-Théniers wiedergewählt worden, seine Wahl wurde aber am 17. Dezember 1877 von der neuen Kammer wegen Unregelmäßigkeiten kassiert. Er war auch bei seiner Kandidatur für den Senat nicht erfolgreich, woraufhin er sich wieder ins Privatleben zurückzog. Decazes, der am 18. Juli 1876 zum Großoffizier der Ehrenlegion ernannt worden war, starb in der Nacht vom 16. zum 17. September 1886 im Alter von 67 Jahren auf seinem Schloss La Grave im Département Gironde.